# Edmondo Plantageneto, I duca di York
Edmondo Plantageneto, in inglese Edmund, 1st Duke of York  (Kings Langley, 5 giugno 1341 – Kings Langley, 1º agosto 1402), figlio cadetto di Edoardo III d'Inghilterra, fu il primo conte di Cambridge (dal 1362) e il primo duca di York (dal 1385); fu il capostipite della casa reale di York.

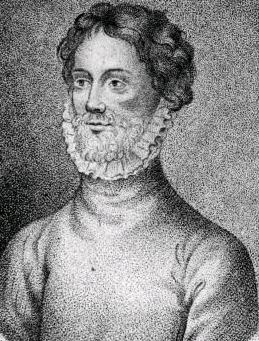
Edmondo di Langley

Uomo più vago di piaceri che d'azione, si lasciò guidare dai suoi più ambiziosi fratelli, Giovanni, duca di Lancaster, e Tommaso, duca di Gloucester.

## Biografia
Figlio maschio quartogenito del re d'Inghilterra e duca d'Aquitania, Edoardo III e di Filippa di Hainaut, figlia di Guglielmo il Buono, conte di Hainaut e Olanda e di Giovanna di Valois, nipote di Filippo III di Francia.
Le informazioni relative all'infanzia di Edmondo sono molto scarse, così come sappiamo poco sulla gioventù di suo fratello Giovanni. Di certo nacque a Kings Langley (Hertfordshire).
Alla morte del suo padrino, il conte di Surrey, Edmondo ereditò delle terre nel nord, soprattutto nello Yorkshire. Nel 1359 si unì a suo padre, in una spedizione militare senza successo in Francia. Nel 1362, all'età di ventun anni, fu creato conte di Cambridge.

## Carriera militare
Alcuni sostengono che Edmondo avesse poca attitudine per la guerra, ma prese parte a numerose spedizioni militari in Francia nel 1370, e quando la sua tomba fu aperta nel 1870 il suo scheletro mostrò evidenti ferite che suggerisce fortemente le sue abilità nell'arte della guerra.
Nel 1377, alla morte del padre Edoardo III, salì al trono, Riccardo II, di dieci anni, il figlio di suo fratello primogenito, il principe di Galles, Edoardo, morto l'anno prima. Edmondo non fece parte della cerchia dei consiglieri del re (come suo fratello Giovanni) e continuò a non interessarsi alla politica e a dedicarsi alle passioni dei membri della casa reale: caccia e pesca.
Nel 1381 comandò le spedizioni in Bretagna, e, nello stesso anno, mosse in aiuto al re Ferdinando del Portogallo, contro il re di Castiglia Giovanni I. Ma nell'agosto 1382, Ferdinando fece la pace con Giovanni I di Castiglia, senza informarne Edmondo, che così fu costretto, a settembre, a ritornare in patria.
Edmondo fu investito del titolo di duca di York nel 1385.
L'anno dopo, nel luglio 1386, suo fratello Giovanni partì per la penisola iberica, per cui, suo malgrado, fu coinvolto nella vita politica del regno, e mentre suo fratello minore, Tommaso, duca di Gloucester (1355-1397), si metteva a capo del partito dei grandi del regno, spesso in conflitto col re, Edmondo, rimase in secondo piano.
Nel 1392, assieme al fratello Giovanni, fu a capo della delegazione inglese che, ad Amiens, iniziò una trattativa col re di Francia, Carlo VI, che nel 1396 portò Carlo VI e Riccardo II d'Inghilterra al prolungamento della tregua tra Francia e Inghilterra di altri 28 anni.

Quando Riccardo II decise di liberarsi dei Lord Appellanti che avevano limitato il suo potere, negli ultimi dieci anni, nel luglio 1397, Edmondo e Giovanni approvarono la decisione. Thomas de Beauchamp, XII conte di Warwick Conte di Warwick fu arrestato il 10 luglio, il duca di Gloucester fu convocato a Londra il giorno dopo ed inviato a Calais, mentre Richard FitzAlan si arrese al re poco dopo. Fu riunito il parlamento e i tre furono giudicati e condannati per tradimento.
A tre riprese fu reggente d'Inghilterra; tale era nel luglio 1399, quando Enrico, figlio di suo fratello Giovanni, duca di Lancaster, sbarcò nello Yorkshire; Edmondo organizzò, con ritardo, la resistenza, ma quando si rese conto che non avrebbe potuto opporsi alle forze superiori di Enrico, scese personalmente a patti e subito dopo si ritirò dalla vita politica.

## Matrimoni e discendenza
Con Isabella di Castiglia (1355-1392), sposata il 1º marzo 1372:
- Edoardo (1373-1415), secondo duca di York e secondo conte di Cambridge;
- Costanza (1374-1416), sposò Thomas le Despenser, I conte di Gloucester;
- Riccardo (1375-1415), terzo Conte di Cambridge;

Con Joan Holland (1380-1434), sposata il 24 novembre 1393, non ebbe figli.

## Morte
Edmondo morì nella sua cittadina natale il 1º agosto 1402, e fu tumulato sempre a Kings Langley, nella chiesa degli Ordini mendicanti.
Come duca di York e conte di Cambridge gli successe il figlio primogenito, Edoardo; mentre il maschio secondogenito, Riccardo, dopo la morte di Edmondo, si imparentò con la famiglia Mortimer per cui suo figlio, Riccardo Plantageneto, III duca di York, fu pretendente al trono d'Inghilterra, mentre i suoi discendenti salirono sul trono.

## Genealogia di Edmondo
|                           |                      |                        | Genitori                    |  |  | Nonni |  |  | Bisnonni                |  |  | Trisnonni                |  |
|                           |                      |                        |                             |  |  |       |  |  | Edoardo I d'Inghilterra |  |  | Enrico III d'Inghilterra |  |
|                           |                      |                        |                             |  |  |       |  |  | Edoardo I d'Inghilterra |  |  | Enrico III d'Inghilterra |  |
|                           |                      | Eleonora di Provenza   |                             |  |  |       |  |  | Edoardo I d'Inghilterra |  |  |                          |  |
| Edoardo II d'Inghilterra  |                      |                        |                             |  |  |       |  |  | Edoardo I d'Inghilterra |  |  |                          |  |
|                           |                      | Eleonora di Castiglia  | Ferdinando III di Castiglia |  |  |       |  |  |                         |  |  |                          |  |
|                           |                      | Eleonora di Castiglia  | Ferdinando III di Castiglia |  |  |       |  |  |                         |  |  |                          |  |
|                           |                      | Eleonora di Castiglia  | Giovanna di Dammartin       |  |  |       |  |  |                         |  |  |                          |  |
| Edoardo III d'Inghilterra |                      | Eleonora di Castiglia  |                             |  |  |       |  |  |                         |  |  |                          |  |
|                           |                      | Filippo IV di Francia  | Filippo III di Francia      |  |  |       |  |  |                         |  |  |                          |  |
|                           |                      | Filippo IV di Francia  | Filippo III di Francia      |  |  |       |  |  |                         |  |  |                          |  |
|                           |                      | Filippo IV di Francia  | Isabella d'Aragona          |  |  |       |  |  |                         |  |  |                          |  |
| Isabella di Francia       |                      | Filippo IV di Francia  |                             |  |  |       |  |  |                         |  |  |                          |  |
|                           |                      | Giovanna I di Navarra  | Enrico I di Navarra         |  |  |       |  |  |                         |  |  |                          |  |
|                           |                      | Giovanna I di Navarra  | Enrico I di Navarra         |  |  |       |  |  |                         |  |  |                          |  |
|                           |                      | Giovanna I di Navarra  | Bianca d'Artois             |  |  |       |  |  |                         |  |  |                          |  |
| Edmondo, I duca di York   |                      | Giovanna I di Navarra  |                             |  |  |       |  |  |                         |  |  |                          |  |
|                           | Giovanni II d'Olanda | Giovanni d'Avesnes     |                             |  |  |       |  |  |                         |  |  |                          |  |
|                           | Giovanni II d'Olanda | Giovanni d'Avesnes     |                             |  |  |       |  |  |                         |  |  |                          |  |
|                           | Giovanni II d'Olanda | Adelaide d'Olanda      |                             |  |  |       |  |  |                         |  |  |                          |  |
| Guglielmo I di Hainaut    | Giovanni II d'Olanda |                        |                             |  |  |       |  |  |                         |  |  |                          |  |
|                           |                      | Filippa di Lussemburgo | Enrico V di Lussemburgo     |  |  |       |  |  |                         |  |  |                          |  |
|                           |                      | Filippa di Lussemburgo | Enrico V di Lussemburgo     |  |  |       |  |  |                         |  |  |                          |  |
|                           |                      | Filippa di Lussemburgo | Margherita di Bar           |  |  |       |  |  |                         |  |  |                          |  |
| Filippa di Hainaut        |                      | Filippa di Lussemburgo |                             |  |  |       |  |  |                         |  |  |                          |  |
|                           |                      | Carlo di Valois        | Filippo III di Francia      |  |  |       |  |  |                         |  |  |                          |  |
|                           |                      | Carlo di Valois        | Filippo III di Francia      |  |  |       |  |  |                         |  |  |                          |  |
|                           |                      | Carlo di Valois        | Isabella d'Aragona          |  |  |       |  |  |                         |  |  |                          |  |
| Giovanna di Valois        |                      | Carlo di Valois        |                             |  |  |       |  |  |                         |  |  |                          |  |
|                           |                      | Margherita d'Angiò     | Carlo II di Napoli          |  |  |       |  |  |                         |  |  |                          |  |
|                           |                      | Margherita d'Angiò     | Carlo II di Napoli          |  |  |       |  |  |                         |  |  |                          |  |
|                           |                      | Margherita d'Angiò     | Maria d'Ungheria            |  |  |       |  |  |                         |  |  |                          |  |
|                           |                      | Margherita d'Angiò     |                             |  |  |       |  |  |                         |  |  |                          |  |